# SN 1572

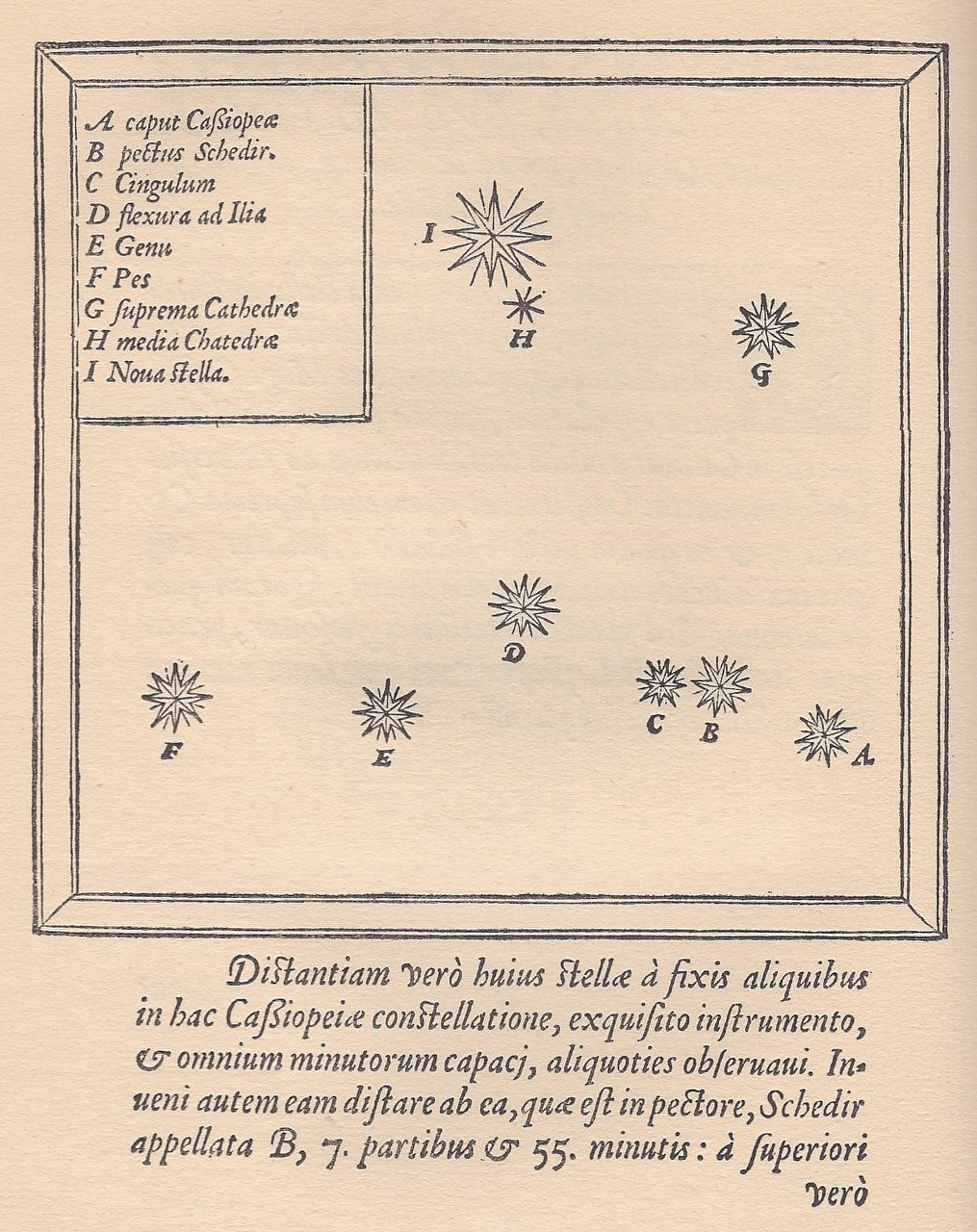
ティコの星（SN 1572）が残した超新星残骸（星雲）

SN 1572すなわち超新星1572は、カシオペヤ座に現れた、今までに肉眼で見えた8つの超新星のうちの1つである。この超新星は、1572年11月11日にティコ（チコ）・ブラーエによって初めて観測されたので、「ティコ（チコ）の超新星」あるいは「ティコ（チコ）の星」あるいは「ティコ（チコ）の新星」とも呼ばれる。

## 経過
この超新星爆発は、我々の銀河系内で起こり、実視最大光度は-4等級で、金星に匹敵する明るさであった。その後1574年3月に、この星の輝きは、肉眼では見えなくなった。
ティコ・ブラーエが最も詳しい観測記録を残し、後世に知られたため「ティコの星」の名があるが、この星に最初に気付いたのは、ティコ・ブラーエではなく、おそらく1572年11月6日に発見したヴォルフガング・シューラー（Wolfgang Schuler）である。イタリアの天文学者フランチェスコ・マウロリーコ（Francesco Maurolico）もブラーエより前にこの星を見つけていたと言われる。
しかしティコの業績は、こうした一時的な天文現象が宇宙空間で起こったものである事を証明した点にある。中世からルネサンスにかけ、西洋キリスト教の世界観では、宇宙は神が創った完全無欠な世界で、全てが変わる事なく永遠に続き、従って彗星や新星 のように目に見えるほどの速度で変化する現象は宇宙空間で起こったものではなく、大気中の現象に過ぎないと考えられていた。ティコはこの超新星を精密に観測し、全く位置を変えなかった事を確認し、これを宇宙空間の天体であるとする説を唱えた。

## 爆発の状況
SN 1572は、元は白色矮星と通常の恒星からなる近接連星系で、白色矮星に相手の星からチャンドラセカール限界にいたるまで物質（水素）が降着して爆発したIa型であった。一般にIa型の超新星は、かに星雲を形成したSN 1054 のようなII型の超新星に見られる典型的ではっきりとした星雲をつくらない。この超新星の残骸は、かなりかすかな星雲としてパロマー天文台で1960年代に発見され、後に衛星ROSATの望遠鏡によって写真に収められた。ガスの殻は、今も約9,000 km/sで外側に向かって広がっている。また、電波天体として知られるG.120•1+1•4はSN 1572に同定されている。

## 現在の研究成果
2004年10月、イギリスの科学雑誌「ネイチャー」の記事は、SN 1572の近傍におけるG2型の恒星の発見を報じた。この星は、ティコの星となった白色矮星に水素を流入させた相手の星であると考えられる。2005年3月に出版されたその後の研究では、「ティコG」と名付けられたこの星についてさらに詳細が明らかにされた。この星は、おそらく爆発の前には主系列星で準巨星であったが、超新星爆発の影響で質量の一部が剥ぎ取られ、外層が衝撃波加熱された。またティコGは高速で固有運動をしており、これは、この星が白色矮星の対をなしていた事の最も有力な証拠である。この星は近隣の他の星の固有運動速度よりはるかに速い136 km/sで動いており、これは、超新星の爆発によって連星の一方であった白色矮星が消滅し、ティコGが宇宙空間に放り飛ばされた結果と考えられるからである。
2008年、国立天文台ハワイ観測所、東京大学数物連携宇宙研究機構、マックスプランク天文学研究所の合同研究チームにより、超新星爆発時の光が周辺の塵へ反射する現象、いわゆる「光エコー」をすばる望遠鏡で観測した結果が発表された。これにより、SN 1572のスペクトルはIa型超新星に特徴的なものであり、SN 1572がIa型の中でも標準的な光度を示す超新星爆発だったこと、そして地球からの距離は約12,000光年であることが明らかとなった。